# Quantil

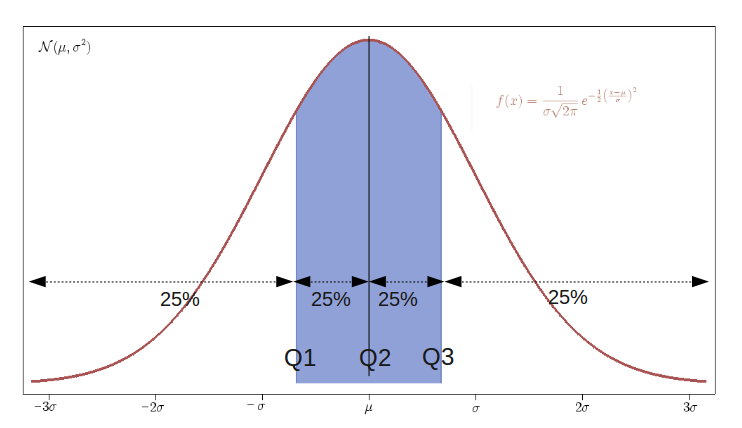
Els quantils 0.25, 0.50 i 0.75 de la distribució normal. Més coneguts com els quartils Q_1, Q_2 i Q_3, divideixen la distribució en quatre blocs, cadascun dels quals conté el 25% de les dades.

El terme quantil va ser usat per primera vegada per Kendall el 1940, en estadística descriptiva, com una mesura de posició no central que permet conèixer altres punts característics de la distribució que no són els valors centrals. El quantil d'ordre p d'una distribució (amb {\displaystyle 0\!<\!p\!<\!1}) és el valor de la variable {\displaystyle x_{p}} que marca un tall de manera que una proporció p de valors de la població és menor o igual que {\displaystyle x_{p}}. Per exemple, el quantil d'ordre 0,36 deixaria un 36% de valors per sota i el quantil d'ordre 0,50 es correspon amb la mediana de la distribució.
Els quantils solen usar-se per grups que divideixen la distribució en parts iguals; enteses aquestes com a intervals que comprenen la mateixa proporció de valors. Els més usats són:
- Els quartils, que divideixen la distribució en quatre parts (corresponen als quantils 0.25, 0.50 i 0.75);
- Els quintils, que divideixen la distribució en cinc parts (corresponen als quantils 0.20, 0,40, 0,60 i 0,80);
- Els decils, que divideixen la distribució en deu parts;
- Els percentils, que divideixen la distribució en cent parts.

En el càlcul de quantils amb distribucions de variable contínua (per exemple, amb dades agrupades) pot aconseguir fàcilment que les parts en què es divideix la distribució siguin exactament iguals. No obstant això, en les distribucions de variable discreta (com el cas de dades aïllades) aquestes parts seran aproximadament iguals. No hi ha consens sobre la manera de realitzar aquesta aproximació, existint en la literatura científica nou mètodes diferents, que condueixen a resultats diferents. Per això, en calcular qualsevol quantil de dades no agrupades mitjançant de calculadora, programari o manualment, és bàsic el saber i indicar el mètode utilitzat.
La funció que a cada p li assigna el punt de tall {\displaystyle x_{p}}, és a dir, el valor del quantil d'ordre p, s'anomena funció quantil.

## Càlcul de quantils de dades agrupades en intervals
Calcularem el quantil d'ordre 0.30 de l'edat de la població d'un poblet resumida a la taula:
| Edat de la població | habitants | freqüència acumulada |
| ------------------- | --------- | -------------------- |
| 0-20                | 9         | 9                    |
| 20-40               | 18        | 27                   |
| 40-60               | 26        | 53                   |
| 60-80               | 7         | 60                   |
| 80-100              | 4         | 64                   |
El primer pas serà trobar l'interval en què es troba el quantil buscat: D'un total de 64 dades, el quantil 0,30 ocuparà la posició p = 64 × 0,3 = 19.2. Observem a la columna de freqüències acumulades que aquest valor, per estar comprès entre 9 i 27, correspon a l'interval 20-40.
Dins d'aquest interval, seleccionarem el valor del quantil per simple interpolació lineal. Per a això, seguint les indicacions del gràfic, només caldrà fer una regla de tres.

S'observa a la figura dos triangles semblants: OAB i OCD. El quantil buscat correspondrà a l'abscissa 20+x. Raonant per semblança, OB = x és a AB = 10/02, com OD = 20 és a CD = 18. Aïllant s'obté x = 11,33, després el quantil buscat és a 20 +x = 31,33.

## Quartils destacats

### Quartils
Els quartils són els tres valors que divideixen al conjunt de dades ordenats en quatre parts percentualment iguals. Apareixen citats en la literatura científica per primera vegada el 1879 per D. McAlister.
La diferència entre el tercer quartil i el primer es coneix com a amplitud interquartílica. Es representa gràficament com l'amplada de les caixes en els anomenats diagrames de caixes.
Donada una sèrie de valors {\displaystyle X_{1},X_{2},X_{3}...X_{n}} ordenats en forma creixent, es pot pensar que el seu càlcul podria efectuar-se:
- Primer quartil (Q1) com la mitjana de la primera meitat de valors;
- Segon quartil (Q₂) com la mateixa mitjana de la sèrie;
- Tercer quartil (Q₃) com la mitjana de la segona meitat de valors.

Però això condueix a diferents mètodes de càlcul dels quartils primers (resp. tercer) segons que la mateixa mitjana s'inclogui o s'exclogui en la sèrie de la primera (resp. segona) meitat de valors.
Càlcul amb dades no agrupades
No hi ha uniformitat del càlcul. En la bibliografia es troben fins a cinc mètodes que donen resultats diferents. Un dels mètodes és el següent: donats n dades ordenats,
- El primer quartil:

{\displaystyle (N+3)/4}
- Per al tercer quartil

{\displaystyle (3n+1)/4}

### Percentils
Es representen amb la lletra P. Per al percentil i-èsim, on la i pren valors de l'1 al 99. El i % de la mostra són valors menors que ell i el 100-i % restant són majors.
Apareixen citats en la literatura científica per primera vegada per Francis Galton en 1885
- P25  =  Q1.
- P50  =  Q₂  =  mediana.
- P75  =  Q₃.

Càlcul amb dades no agrupades
Un mètode per calcular un percentil seria el següent:
Es calcula {\displaystyle x={\frac {n*i}{100}}} on n és el nombre d'elements de la mostra ei el percentil. El resultat de realitzar aquesta operació en resulta un nombre real amb part entera E i part decimal D. Tenint en compte aquests 2 valors, s'aplica la següent funció:
{\displaystyle P_{i}={\begin{cases}element(E+1),&{\mbox{per a }}D<>0\\{\frac {element(E)+element(E+1)}{2}},&{\mbox{per a }}D=0\end{cases}}}
El resultat d'aquesta última operació és el valor del percentil comanda.
Exemple a Youtube: http://www.youtube.com/watch?v=Ww0tPH_-31w

## Càlculs amb ordinador

### Amb paquets de programari estadístic
Hi ha diversos mètodes, que condueixen a resultats diferents, per estimar el valor dels quantils. La bateria completa de nou mètodes està disponible en el llenguatge de programació R; SAS inclou cinc dels mètodes esmentats; STAT, quatre. A diferència d'aquests, programari de propòsit general com Microsoft Excel inclou només un dels mètodes.

### Amb programari matemàtic de propòsit general
Citarem en aquest cas l'ús de Scilab, Matlab i Excel.
 Percentils 
En Scilab, els percentils d'un conjunt de dades són calculats amb la instrucció "perctl". A aquesta instrucció cal introduir dos vectors. Un d'ells "x" ha de contenir les dades que volem processar i en l'altre "i", valors sencers compresos entre l'1 i el 100. La funció calcula quins són els valors de "x" que es corresponen amb els percentils indicats en "i". Per exemple:
```
 
i
 
=
 
[
15
,
25
,
60
,
80
]

```

calcularia els percentils 15, 25, 60 i 80 del conjunt de dades del vector "x", mostrant a la sortida una matriu de dues columnes. En la primera d'elles apareixen els valors dels percentils comandes i en la segona apareix la posició que ocupen en el vector "x" aquests valors:
```
 
prctile
 
(
x
,
 
i
)

 
ans
 
=

 
3.
 
43.

 
4.
 
3.

 
7.
 
mitjana
 
dels
 
elements
 
1
 
i
 
19.

 
10
/
5
 
mitjana
 
dels
 
elements
 
6
 
i
 
7

```

 Quartils 
Seguint amb Scilab, els quartils de la mostra són calculats amb la instrucció "quart". Aquesta instrucció és més senzilla que l'anterior. Només cal introduir un vector o matriu de valors i retornarà un vector amb el valor dels quartils de les dades introduïdes. Scilab també permet calcular l'amplitud interquartílica que és la distància que hi ha entre un quartil i un altre. Es pot fer amb la instrucció "iqr". Usarem aquest vector "x" que en el cas anterior:
```
 
quart
 
(
x
)

 
ans
 
=
 
3.75
 
7.
 
5
/
8

 
iqr
 
(
x
)

 
ans
 
=
 
4.75

```

Per MSExcel es pot usar
```
= Quartil (RANG, 1)
```

```
= Quartil (RANG, 2)
```

```
= Quartil (RANG, 3)
```

on RANG són les dades dels quals volem extreure el quartil i el valor 1, 2 i 3 indiquen el primer, segon i tercer quartil.